# Здунич, Терренс
Терренс Здунич (англ. Terrance Zdunich) — американский иллюстратор, актер, драматург и композитор. Совместно с Дарреном Смитом он создал мюзикл «Генетическая опера», экранизация которого в 2008 году принесла ему известность. В этом фильме Терренс исполнил одну из главных ролей.

## Фильмография

### Художественный отдел
- The Devil's Carnival (2012)
- Генетическая опера (2008) (иллюстратор)
- В глушь (2007)
- Кости (2006) (иллюстратор)
- Ослеплённый желаниями (2000)

### Драматург
- Генетическая опера (2006)
- Генетическая опера (2008)
- The Devil's Carnival (2012)

### Композитор
- Генетическая опера (2006)
- Генетическая опера (2008)
- The Devil's Carnival (2012)

### Актёр
- Цепочка душ (2001) — Hell Man
- Генетическая опера — Стервятник (Могильный Вор)
- Генетическая опера (2008) — Стервятник
- The Devil's Carnival (2012)